# لوکاس سوالا
لوکاس سوالا (انگلیسی: Lucas Thwala؛ زادهٔ ۱۹ اکتبر ۱۹۸۱) یک بازیکن فوتبال اهل آفریقای جنوبی است.
وی همچنین در تیم ملی فوتبال آفریقای جنوبی بازی کرده‌است.